# Dot Hacker
Dot Hacker es una banda de rock experimental de California formada en 2008 por Josh Klinghoffer, antes de unirse a los Red Hot Chili Peppers como guitarrista en 2009. Klinghoffer es el compositor de la banda, cantante, guitarrista y en algunas ocasiones toca el piano. Le acompañan Jonathan Hischke, Clint Walsh y Eric Gardner. Los miembros de esta banda participaron en las giras de Gnarls Barkley.
Tras las sesiones de estudio, la banda dio una pequeña gira de conciertos por algunos clubes de Los Ángeles durante 2009 y 2010. Lanzaron una cantidad de canciones que se podían descargar desde su página web antes de lanzar el primer disco, Inhibition en 2012.

## Discografía
- Dot Hacker EP (2012)
- Inhibition (2012)
- How's Your Progress (Work) (2014)
- How's Your Progress (Play) (2014)
- "N°3" (2017)
- "Divination Single" (2021)

## Integrantes
- Josh Klinghoffer (voz principal, guitarra, piano, sintetizadores, teclados)
- Jonathan Hischke (bajo)
- Clint Walsh (coros, guitarra, piano, sintetizadores, teclados)
- Eric Gardner (batería)